# Carnada
Carnada è un film del 1980, diretto da Josè Juan Munguìa.